# إدين مورغا
إدين مورغا (بالإيطالية: Edin Murga) هو لاعب كرة قدم إيطالي، ولد في 21 ديسمبر 1994 في فيتشنزا في إيطاليا. لعب مع نادي فينديياسيل ‏.

## وصلات خارجية
- إدين مورغا على موقع قاعدة بيانات كرة القدم.إي يو (الإنجليزية)
- إدين مورغا على موقع Soccerway.com (الإنجليزية)
- إدين مورغا على موقع عالم كرة القدم.نت (الإنجليزية)